# 大佛寺 (高岡市)
大佛寺（だいぶつじ）は、富山県高岡市大手町（もと定塚町）にある浄土宗の寺院。境内にある銅造阿弥陀如来坐像は高岡大仏（たかおかだいぶつ）として知られる。山号は鳳徳山（ほうとくさん）。

## 歴史
創建当時のことを記録した書物などは現存せず、創建年や開基については不詳だが、高岡大仏が最初に建立された1221年前後には既に大仏を祀る寺院が存在したか、高岡大仏が現在の位置に移転した1609年前後に創建されたと考えられている。
度重なる火災で一時は荒廃していたが、1745年、坂下町の極楽寺の第15代住職である等誉上人と、その弟子である良歓により中興された。

## 境内

### 寺務所
境内の中で最も大きい建物。

### 銅造阿弥陀如来坐像
銅造の阿弥陀如来の坐像。全体の高さは15.85m。「高岡大仏」として知られ、日本三大仏を称する。1981年4月15日、高岡市指定有形文化財に指定された。

### 時鐘

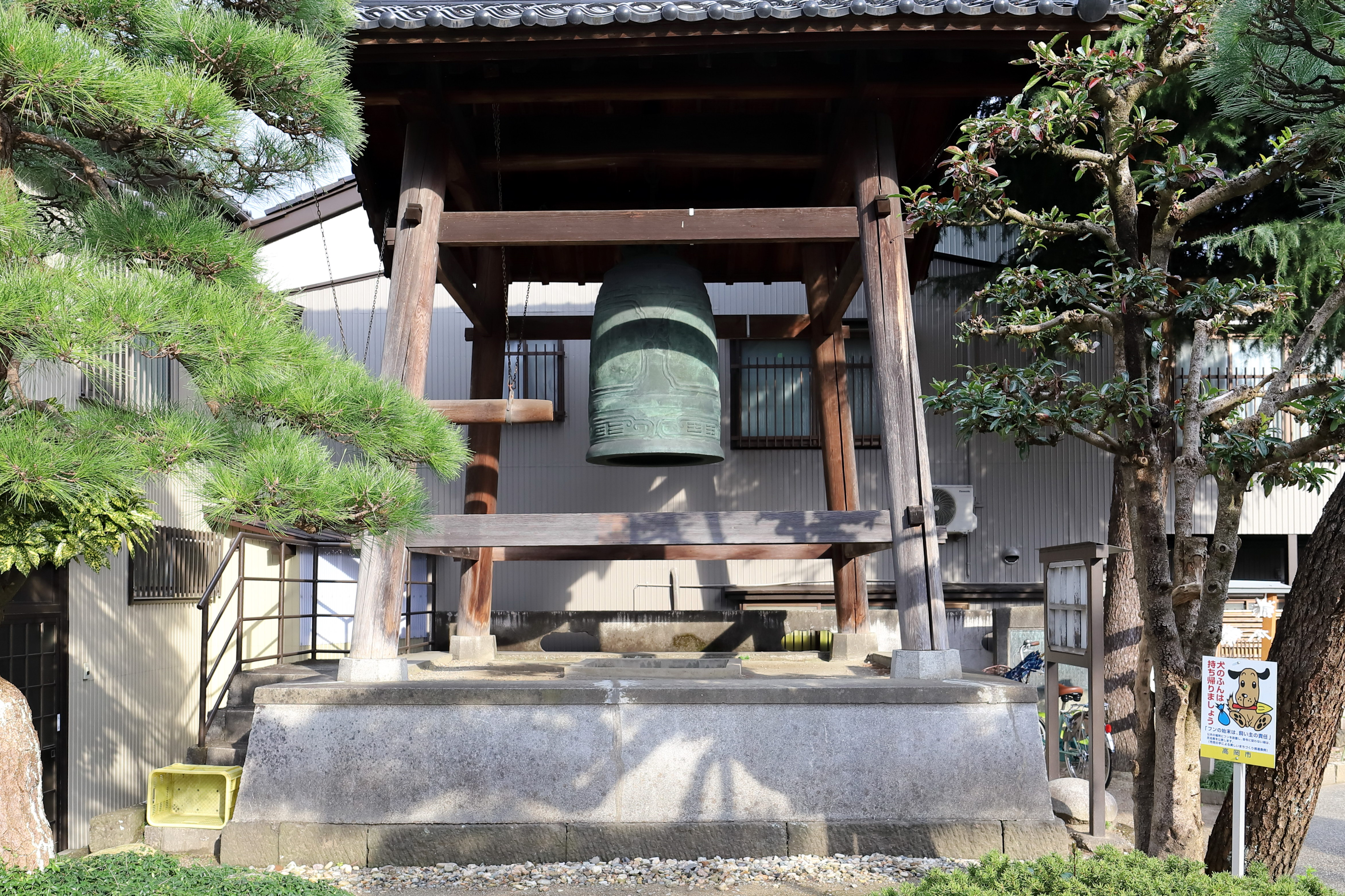
大佛寺 (高岡市)の時鐘

境内にある梵鐘。もともとは江戸時代に町民に時間を知らせるために金屋町の鋳物職人によって造られたもの。数度の火災の後、1931年に大佛寺に移転され、現在に至る。現在も朝夕に突かれている。1962年3月30日、高岡市指定有形文化財に指定された。

### 馬頭観音菩薩石像
境内にある馬頭観音の石像。高岡市新西国三十三箇所第29番霊場。

## 交通アクセス
- 西日本旅客鉄道・あいの風とやま鉄道 高岡駅（徒歩で約10分、車で数分）
- 万葉線高岡軌道線 坂下町停留場（徒歩で数分）
- 能越自動車道 高岡インターチェンジ（車で約10分）